# Pulsatilla yanbianensis
Pulsatilla yanbianensis är en ranunkelväxtart som beskrevs av H.Z.Lv. Pulsatilla yanbianensis ingår i släktet pulsatillor, och familjen ranunkelväxter. Inga underarter finns listade i Catalogue of Life.